# Alessandro Ciceri
Alessandro Ciceri (n. 10 februarie 1932, Erba, Lombardia, Regatul Italiei – d. 5 septembrie 1990, Monza, Italia) a fost un antreprenor ce a reprezentat Italia, medaliat olimpic. A participat la o ediție a Jocurilor Olimpice (1956) în care a câștigat o medalie de bronz.

## Participări
Lista de mai jos prezintă principalele competiții la care a participat Alessandro Ciceri de-a lungul carierei.
- shooting at the 1956 Summer Olympics – men's trap[*]